# Joaquín Larraín Coddou
Joaquín Larraín Coddou (31 de diciembre de 1953) es un jinete chileno que compite en la disciplina de salto. Está casado con Ana María Coutinho. Su padre fue Joaquín Larraín Gana, Coronel de Caballería del Ejército de Chile y campeón en los primeros Juegos Panamericanos, realizados en Buenos Aires en 1951.
Este jinete profesional ha participado en los eventos más importantes del mundo: Juegos Olímpicos, Panamericanos, final del Campeonato del Mundo y en los Juegos Ecuestres Mundiales.
Joaquín Larraín participó, junto a los también jinetes olímpicos Luis Álvarez de Cervera y Luis Lucio, en la traducción al español del jinete panameño  Anastasios Moschos del manual de equitación Técnicas Avanzadas de Equitación - Manual Oficial de Instrucción de la Federación Ecuestre Alemana, libro ecuestre cuya traducción al español fue prologada por Pilar de Borbón y Borbón-Dos Sicilias, la primera presidenta de habla española de la Federación Ecuestre Internacional.

## Principales logros deportivos
- Campeón de Chile en 1996, 1998, 1999, 2001, 2003, 2004
- Ganador Liga Sudamericana en 1996
- Participó en la World Cup en 1996
- Juegos Panamericanos : Indianápolis - Mar del Plata - Winnipeg
- Campeonato Mundial Roma 1998
- Participante de los Juegos Olímpicos de Sídney 2000
- Siete veces Mejor Deportista de Equitación por el Círculo de Periodistas Deportivos (en 1992, 1995, 1997, 1999, 2001, 2003 y 2006)
- Participó en los Juegos Ecuestres Mundiales de 2002.